# Liste der denkmalgeschützten Objekte in Studánka
Grundlage dieser Liste der denkmalgeschützten Objekte in Studánka ist die ÚSKP-Liste (Ústřední seznam kulturních památek České republiky, deutsch Zentrale Liste der Kulturdenkmäler der Tschechischen Republik), die von der tschechischen Denkmalschutzbehörde NPÚ (Národní památkový ústav, deutsch Nationale Denkmalbehörde) seit 1987 geführt wird und an die seit dem Jahr 1850 geschaffenen Listen anschließt.

## Denkmalgeschützte Objekte nach Ortsteilen

### Studánka
| Lage                                                      | Objekt                    | Beschreibung              | ÚSKP-Nr.                  | Bild |
| --------------------------------------------------------- | ------------------------- | ------------------------- | ------------------------- | ---- |
| südlich des Ortsrandes, schräg gegenüber Nr. 4 (Standort) | Figurengruppe hl. Familie | Figurengruppe hl. Familie | 15651/4-1947 Info Katalog | BW   |
| südlicher Ortsteil ()                                     | Marterl                   | Marterl                   | 18610/4-1949 Info Katalog |      |
| Dorfplatz (Standort)                                      | Statue hl. Georg          | Statue hl. Georg          | 103083 Info Katalog       | BW   |